# Bombus nevadensis
El abejorro de Nevada (Bombus nevadensis) es una especie de abejorro. Es nativo de América del Norte, donde habita desde Alaska hasta California en el oeste y, hacia el este hasta Wisconsin y Arizona, Nuevo México y México.

## Descripción
Es un abejorro de proboscide (lengua) larga; con pelo corto, pero denso;  las hembras (reinas y obreras) tienen la cabeza completamente negra, mientras que la cara y la parte superior de la cabeza del macho son amarillas. El tórax es amarillo, a veces con una mancha negra sin pelo en el medio. Las tres primeras tergitas metasomales (segmentos abdominales) son amarillas, mientras que el resto del abdomen es negro. Sin embargo, la punta de la cola es más o menos roja en el macho. La longitud promedio del cuerpo es de 20 mm, para la reina, 17 mm  (obrera) y 14 mm (macho).
El abejorro (Bombus auricomus), muy raro y considerablemente más oscuro, se considera a veces una subespecie de esta especie. Las pruebas genéticas y morfológicas lo apoyan como especie separada.

## Ecología
Esta especie habita en áreas abiertas como prados y praderas. Normalmente anida bajo tierra. La mayoría de las plantas de las que se alimenta se encuentran en la familia Fabaceae: Astragalus, Melilotus, Monarda, Penstemon, Phacelia, Salvia, Stachys, Trifolium.